# Лупеле
Лупеле (рум. Lupele) — село у повіті Галац в Румунії. Входить до складу комуни Пекя.
Село розташоване на відстані 193 км на північний схід від Бухареста, 29 км на північний захід від Галаца.

## Населення
За даними перепису населення 2002 року у селі проживали 44 особи, усі — румуни. Усі жителі села рідною мовою назвали румунську.